# 布瓦塞莱蒙特龙
布瓦塞莱蒙特龙（法語：Boisset-lès-Montrond）是法国卢瓦尔省的一个市镇，属于蒙布里松区（Montbrison）圣瑞斯圣朗贝尔县（Saint-Just-Saint-Rambert）。该市镇总面积8.01平方公里，2009年时的人口为1068人。

## 人口
布瓦塞莱蒙特龙人口变化图示